# Никола Ланков
Никола Лалев Ланков е български поет и публицист, деец на БКП. Обвинител е в Шести върховен състав на т.нар. Народен съд (1944 – 1945).

## Биография
Роден на 29 февруари (14 март) 1902 г. в село Голямо Дряново, област Стара Загора. Баща му участва като опълченец в боевете на Шипка по време на Руско-турската война от 1877 – 1878 г. Първоначално учи в родното си село, завършва прогимназия в Шипка и Казанлък, а през 1923 г. гимназия в Пловдив. От 1918 г. е член на Комсомола, а от 1923 г. на БКП. Участва в Септемврийското въстание като командир на бойна чета и член на революционния комитет. После е задържан три месеца, но успява да избяга и впоследствие е амнистиран.
От 1929 до 1934 г. сътрудничи активно на комунистическите вестници „Новини“, „Наковалня“, „РЛФ“, „Поглед“, „Ехо“, „Кормило“ и др. Редактира вестник „Амнистия“ и хумористичното списание „Дъмпинг“, сътрудничи на хумористичния вестник „Хоровод“, вестник „Заря“, организира вестник „Брод“ и първата писателска кооперация за книгоиздаване. Секретар на нелегалната организация на писателите-комунисти.
През 1934 г. завършва право в Софийския университет. През 1941 г. е изпратен в концентрационния лагер „Кръсто поле“ (Еникьой, Ксантийско).
След Деветосептемврийския преврат от 1944 година е обвинител в Шести върховен състав на т.нар. Народен съд (1944 – 1945). Това е първият и най-масов процес срещу интелектуалците, който показва, че болшевишката власт няма да допуска свобода на мисълта, словото и печата. Под прякото въздействие на Тодор Павлов се изявява като крайно суров обвинител. По-късно казва: „Не ме питай повече... Питай други другари. Аз от Тодор Павлов знам, че не трябва много да знам!“. Редактор е на вестник „Народен съд“.
През 1945 г. е редактор на списание „Южни славяни“, член на бюрото на Славянския комитет. През 1949 г. е арестуван за „вражеска дейност“ и изключен от БКП. Реабилитиран през 1950 г., а членството му възстановено през 1951 г.
В периода 1954 – 1965 е заместник главен редактор на списание „Наша родина“. От 1959 до 1965 г. е главен редактор на вестник „Народна култура“.
Член е на Съюза на българските писатели.
През 1951 г. е удостоен с Димитровска награда, а през 1962 г. с орден „Народна република България“ І степен. От 1965 г. е Народен деятел на културата.
Умира на 27 май 1965 г. в София.

## Творчество
Автор е на книгите:
- „Подем“ (стихове, 1931, конфискувана веднага след излизането ѝ);
- „Под леда“ (стихове, 1938);
- „Детска песен“ (стихове за деца, 1945);
- „Партизанчето Бойко“ (поема за пионери, 1948, 1953, 1959, 1961);
- „Републиканчета“ (стихове за деца и юноши, 1950, 1954);
- „На лов за вълци“ (поема за пионери, 1952);
- „Стихотворения“ (1952);
- „Борба и победа“ (стихове, 1952);
- „Любчо Баръмов. Биографичен очерк“ (1956);
- „При близки хора“ (пътни бележки, 1956);
- „Вятър от юг“ (стихове, 1958);
- „Росна китка“ (стихове за деца и юноши, 1959);
- „Избрани стихотворения“ (1962);
- „На пост“ (1962);
- „Пролетен звън“ (избрани стихове, 1963);
- „Споменът“ (поема, 1963, 1966);
- „На Странджа баир гората“ (ловни разкази и очерци, 1964);
- „Хвърлени стрели“ (сатирични стихове, 1964);
- „Стихотворения и поеми“ (1973);
- „Нова Албания“ (1948).